# Per-Atoem
Per-Atoem is een Oud-Egyptische stad in de Nijldelta. De Oude Egyptenaren noemden de plaats Per-Atoem (Huis van Atoem) en ook wel Tjekoe.  In de bijbel wordt er gesproken over Pithom, afgeleid van Per-Atoem. De Grieken noemden het Heroöpolis (Ἡρώωπόλις) of Heroonopolis. Tegenwoordig staat de plaats bekend onder de naam Tell el-Maskhuta.
De stad werd gesticht tijdens de regering van Necho II in de Late periode. Het werd geassocieerd met het bouwen van een kanaal bij de huidige Golf van Suez. Na een eeuwen van verval kwam er een opleving onder koning Ptolemaeus II, die het kanaal heropende en een dodencultus organiseerde voor Arsinoe II.
In 1863 zijn er door Édouard Naville opgravingen verricht. Hij ontdekte een grote omheining en een zeer beschadigde tempel van Atoem. Hij identificeerde de stad met het Bijbelse Pithom. Recente opgravingen zijn uitgevoerd door J.S. Holladay van de Universiteit van Toronto, Wadi Tumilat Project.